# Малый кабинет Николая I
Малый кабинет Николая I — рабочий кабинет и спальня российского императора Николая I в Зимнем дворце.
Не сохранился. Располагался на южной оконечности первого этажа в северо-западной части (ризалите) дворца. Представлял собой длинную маленькую комнату, окно которой выходило на Адмиралтейство. В этом кабинете император жил и работал в последние годы жизни.

## История

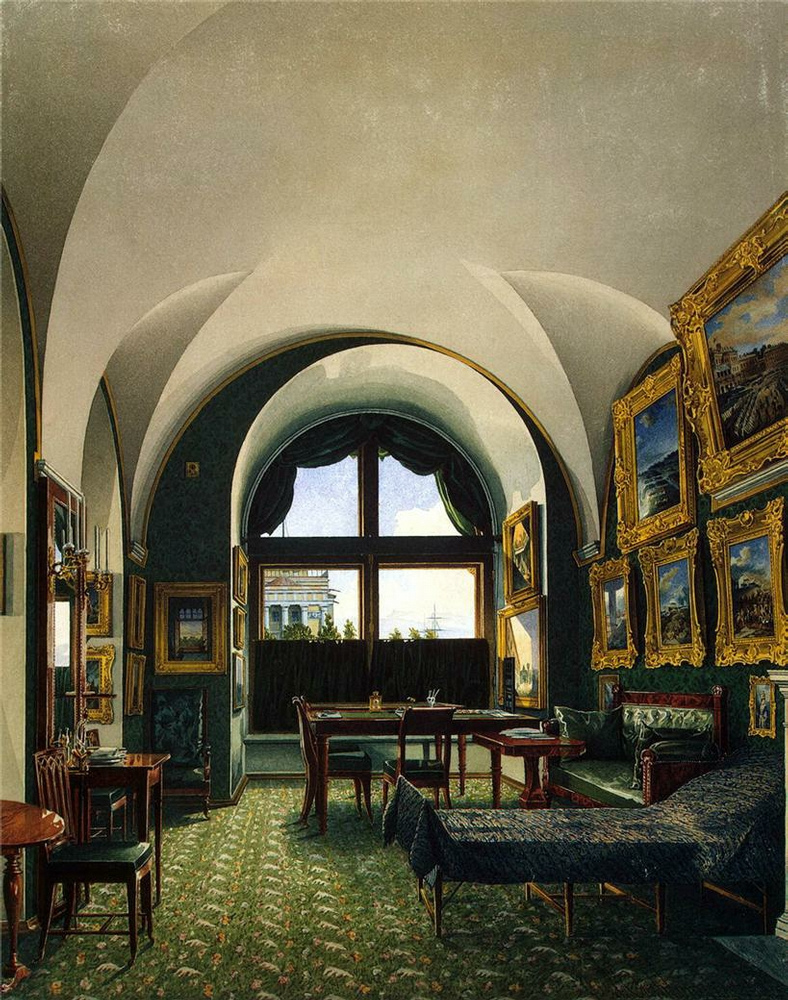
Малый кабинет

Во время царствования Екатерины II покои в северо-западной части дворца занимал великий князь Александр Павлович, который, став императором, устроил в одной из комнат свой кабинет. Окна кабинета выходили на Адмиралтейский бульвар. Когда Николай I переехал из Аничкова дворца в Зимний дворец, он поселился в этой же части дворца на третьем этаже. Его жена Александра Фёдоровна заняла покои второго — бельэтажа, а дочери разместились на нижнем — первом этаже. Кабинет императора на третьем этаже располагался в просторной комнате с видом на Неву. Комната будущего кабинета оставалась свободной; возможно, её занимала прислуга дочерей. За перегородкой комнаты располагалась тайная винтовая лестница, по которой можно было попасть на другие этажи ризалита. Ближе к шестидесяти годам у Николая стали болеть ноги, поэтому он и перебрался в эту комнату на первом этаже.
В феврале 1855 года Николай умер в этом кабинете на походной кровати. До 1917 года Малый кабинет Николая I (наряду с кабинетом Александра II) относился к «мемориальной зоне». После взятия Зимнего дворца в октябре 1917 года мемориальные зоны были разгромлены.